# Aquiles Serdán, Puebla
Aquiles Serdán är en ort i Mexiko.   Den ligger i kommunen Tecali de Herrera och delstaten Puebla, i den sydöstra delen av landet, 140 km sydost om huvudstaden Mexico City. Aquiles Serdán ligger 2 026 meter över havet och antalet invånare är 275.
Terrängen runt Aquiles Serdán är kuperad åt sydväst, men åt nordost är den platt. Runt Aquiles Serdán är det ganska glesbefolkat, med 47 invånare per kvadratkilometer. Närmaste större samhälle är Tepeaca, 15,3 km nordost om Aquiles Serdán. I omgivningarna runt Aquiles Serdán växer huvudsakligen savannskog.